# 陳釴
陳釴（1491年—？），字惟鉉，號東阜，留守前衛軍籍，直隸常熟縣人，明朝政治人物。

## 生平
正德八年（1513年）癸酉科順天府鄉試第六名舉人。嘉靖八年（1529年）中式己丑科會試第一百九十九名，登第三甲第二十九名進士。歷官主事，十六年谪河南光州同知。升知州，致仕。

## 家族
曾祖陳覺禮；祖父陳俊，贈奉直大夫南京刑部員外郎；父陳瑜，曾任右長史進階長議大夫前南京刑部郎中。母謝氏（贈宜人）；繼母石氏（封宜人）。